# Lista de mesorregiões e microrregiões do Amapá

Mapa do Amapá mostrando seus municípios agrupados em microrregiões, que por sua vez estão agrupadas em mesorregiões.

Esta é a lista de mesorregiões e microrregiões do Amapá, estado brasileiro da Região Norte do país. O estado do Amapá foi dividido geograficamente pelo IBGE em duas mesorregiões, que por sua vez abrangiam quatro microrregiões, segundo o quadro vigente entre 1989 e 2017.
Em 2017, o IBGE extinguiu as mesorregiões e microrregiões, criando um novo quadro regional brasileiro, com novas divisões geográficas denominadas, respectivamente, regiões geográficas intermediárias e imediatas.

## Mesorregiões do Amapá
| Mesorregião    | Código | Número de municípios | Localização | Microrregiões | Código |
| -------------- | ------ | -------------------- | ----------- | ------------- | ------ |
| Norte do Amapá | 01     | 5                    |             | Oiapoque      | 001    |
| Norte do Amapá | 01     | 5                    | Amapá       | 002           |        |
| Sul do Amapá   | 02     | 11                   |             | Macapá        | 003    |
| Sul do Amapá   | 02     | 11                   | Mazagão     | 004           |        |

## Microrregiões do Amapá divididas por mesorregiões

### Mesorregião do Norte do Amapá
| Microrregião | Código | Localização     | Municípios |
| ------------ | ------ | --------------- | ---------- |
| Oiapoque     | 001    |                 | Calçoene   |
| Oiapoque     | 001    | Oiapoque        |            |
| Amapá        | 002    |                 | Amapá      |
| Amapá        | 002    | Pracuuba        |            |
| Amapá        | 002    | Tartarugalzinho |            |

### Mesorregião do Sul do Amapá
| Microrregião | Código | Localização             | Municípios       |
| ------------ | ------ | ----------------------- | ---------------- |
| Macapá       | 003    |                         | Cutias           |
| Macapá       | 003    | Ferreira Gomes          |                  |
| Macapá       | 003    | Itaubal                 |                  |
| Macapá       | 003    | Macapá                  |                  |
| Macapá       | 003    | Pedra Branca do Amapari |                  |
| Macapá       | 003    | Porto Grande            |                  |
| Macapá       | 003    | Santana                 |                  |
| Macapá       | 003    | Serra do Navio          |                  |
| Mazagão      | 004    |                         | Laranjal do Jari |
| Mazagão      | 004    | Mazagão                 |                  |
| Mazagão      | 004    | Vitória do Jari         |                  |